# Chuwi
Chuwi (офіційна назва CHUWI Innovation Limited) — китайська компанія, яка спеціалізується на виробництві електроніки. Першим продуктом компанії є MP3-плеєр «Little beibei», який в 2005 році став популярним в Китаї.
Пізніше, компанія запустила виробництво планшетних комп'ютерів, ноутбуків та аксесуарів.

## Історія

### Shenzhen Manyin Technology Co.
В 2004 році в Китаї було засноване підприємство «Shenzhen Manyin Technology Company». Потім підприємство було перейменовано в «Shenzhen Ditaier Technology».

### CHUWI Innovation Limited
В 2007 році була утворена торгова марка «Chuwi». Під цією торговою маркою зараз випускаються: планшети HiSeries, ViSeries, ноутбуки HeroBook, LapBook та багато іншого.

### Співробітництво
У 2010 році компанією було укладено угоди про стратегічне партнерство з МТК, Huawei і Google, в 2013 році - з Intel і Microsoft.